# 王陶 (设计师)

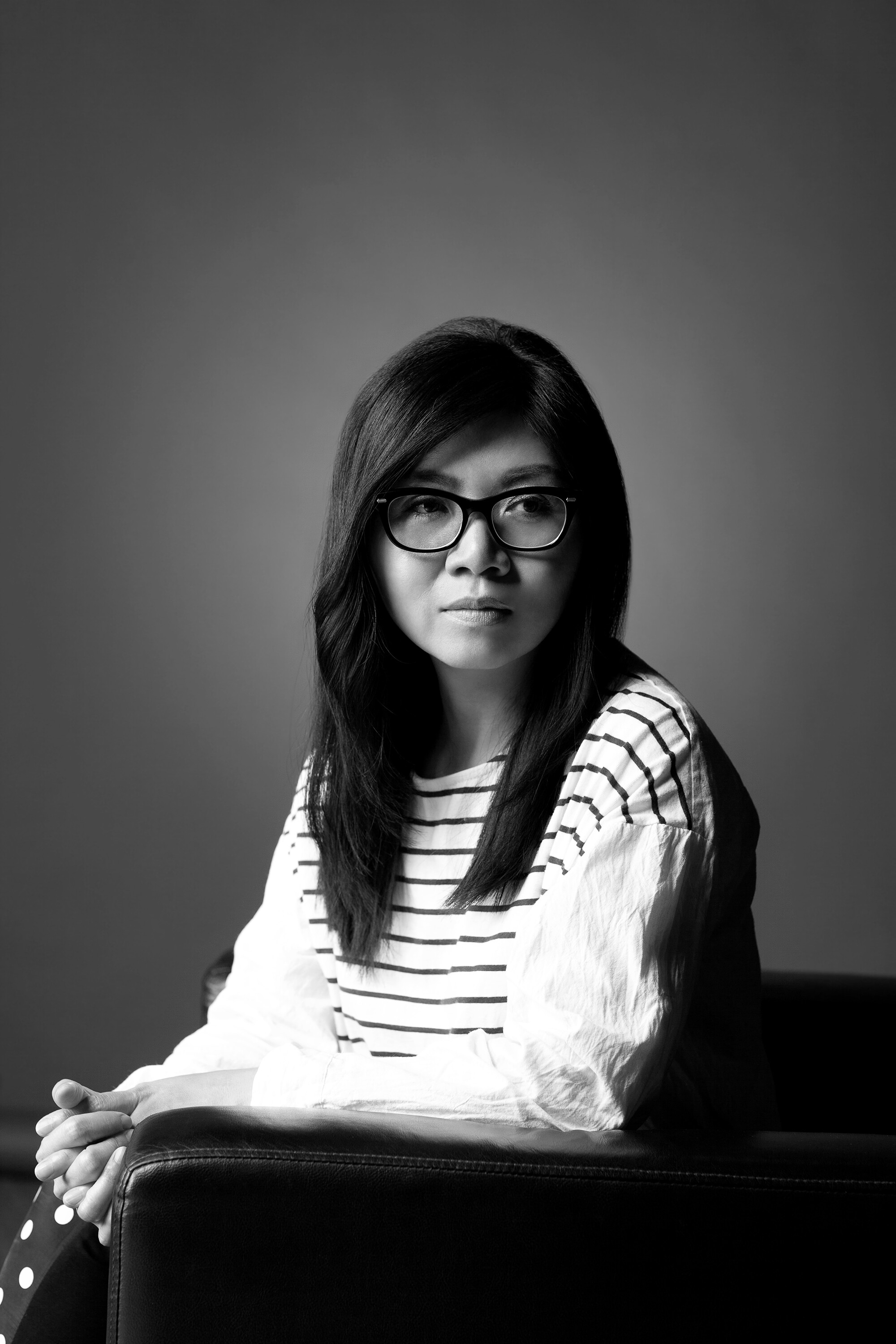
王陶

王陶 (英語：Taoray Wang, 1967年6月11日—)是一位中国时尚设计师。上海日播时尚集团董事成员。

## 生平
1967年出生上海，毕业于华东师范大学历史系，在日本服装设计院学习。后担任日本设计大师小筱顺子的近身助理设计师，荣获五项国际设计大奖。
2010年代成为亚洲知名设计师，2014年9月在紐約時裝週首秀，2014年9月8日在奔驰时尚周春夏季服装上展示。